# Vitryssland i olympiska vinterspelen 2018
Vitryssland deltog i de olympiska vinterspelen 2018 i Pyeongchang, Sydkorea, med en trupp bestående av 33 deltagare, varav 16 män och 17 kvinnor, vilka tävlade i sex sporter.
Vid invigningsceremonin bars Vitrysslands flagga av freestyleåkaren Alla Tsuper.

## Medaljörer
| Medalj | Namn                                                               | Sport      | Gren              | Datum            |
| ------ | ------------------------------------------------------------------ | ---------- | ----------------- | ---------------- |
| Guld   | Hanna Huskova                                                      | Freestyle  | Damernas hopp     | 16 februari 2018 |
| Guld   | Nadzeja Skardzina Iryna Kryuko Dzinara Alimbekava Darja Domratjeva | Skidskytte | Damernas stafett  | 22 februari 2018 |
| Silver | Darja Domratjeva                                                   | Skidskytte | Damernas masstart | 17 februari 2018 |